# Pamela Stefanowicz
Pamela Stefanowicz (ur. 16 lipca 1990 w Kołobrzegu) – polska youtuberka, osobowość medialna, dietetyczka i zawodniczka bikini fitness. Współtwórczyni kanału Fit Lovers w serwisie YouTube.

## Życiorys

### Wykształcenie
Ukończyła studia magisterskie w gdańskiej Akademii Wychowania Fizycznego i Sportu na kierunku Wychowanie Fizyczne ze specjalizacją: dietetyka.

### Twórczość internetowa
W 2014 roku, wraz z Mateuszem Januszem, rozpoczęła tworzenie filmów poświęconych fitnessowi, publikowanych na łamach YouTube. W lipcu 2018 roku kanał Fit Lovers przekroczył milion subskrypcji i został drugim najszybciej rosnącym kanałem polskojęzycznym. W 2018 roku duet Fit Lovers otrzymał na gali Hashtagi Roku organizowanej w Łodzi w ramach festiwalu See Bloggers nagrodę w kategorii Influencer Roku. Na dzień 28 kwietnia 2020 para posiada 1,7 miliona subskrypcji na kanale Fit Lovers, a ich filmy obejrzano ponad 266 milionów razy.
W 2018 roku Pamela uruchomiła niezależny kanał, na którym publikuje porady dotyczące dobrego samopoczucia, mody i urody. Na dzień 16 maja 2020 kanał Beauty by Pamela w serwisie YouTube gromadzi ponad 304 tysiące subskrybentów, a osobisty profil Pameli na Instagramie śledzi ponad 1 milion użytkowników.

### Kariera sportowa
Utytułowana zawodniczka Fitness Bikini Federacji IFBB:
- Brązowa medalistka podczas Mistrzostw Polski w Kulturystyce i Fitness w Kielcach, 2014.
- 1 miejsce w X Pucharze Ziemi Puckiej w Kulturystyce i Fitness w Bytowie, 2014.
- 1 miejsce w Otwartych Mistrzostwach Pomorza w Kulturystyce i Fitness w Żelistrzewie, 2014.
- 2 miejsce w Debiutach PZKFITS w Ostrowi Mazowieckiej, 2014.
- Finalistka Grand Prix Warszawy podczas FIWE 2015.

### Pozostałe przedsięwzięcia
Wraz ze swoim partnerem Mateuszem Januszem, zwyciężyła w drugiej edycji programu rozrywkowego TVP2 Dance Dance Dance (2020).
Uczestniczka charytatywnego odcinka specjalnego programu TVP1 Jaka to melodia?, w którym wraz z partnerem Mateuszem Januszem zmierzyła się z gospodarzami programu Pytanie na śniadanie: Małgorzatą Tomaszewską i Aleksandrem Sikorą.
W lutym 2019 roku wystąpiła w talk-show Kuba Wojewódzki.
Finalistka programu rozrywkowego TVN Ameryka Express (2018), w którym uczestniczyła z partnerem, Mateuszem Januszem.
14 października 2018 telewizja TVN wyemitowała w ramach programu Uwaga! reportaż z cyklu Uwaga! Kulisy sławy pt. Fit Lovers. Idole młodego pokolenia, w którym przedstawiono genezę twórczości Mateusza i Pameli.
Występuje w charakterze eksperta fitness w programach śniadaniowych: Pytanie na śniadanie i Dzień dobry TVN.

### Życie prywatne
Od 2012 roku jest w związku z trenerem personalnym Mateuszem Januszem, z którym poznała się na studiach. 3 lutego 2018 poinformowali o zaręczynach.

## Publikacje

### Książki
- Pamela Stefanowicz, Mateusz Janusz: Para na całe życie. Zmotywuj się z Fit Lovers. Wydawnictwo Dragon, 2017. ISBN 9788378874140[14].

### Płyty DVD
- Fit Lovers: Trening Wariat